# INTERACTIONAL/SHOW ME UR MONSTER
「INTERACTIONAL/SHOW ME UR MONSTER」（インタラクショナル/ショー・ミー・ユア・モンスター）は、2015年6月10日に発売された堂本光一の映像シングル。発売元はジャニーズ・エンタテイメント。

## 解説
堂本光一にとって初の映像によるシングル曲であり、両A面シングルとなっている。
映像は、DVDとBlu-ray Discの2種類で発売され、各ディスク共にジャケットは「INTERACTIONAL」（Type A）と「SHOW ME UR MONSTER」（Type B）の2種類ある為、合計4種類の形態で発売された。
前作「妖～あやかし～」の収録曲は、光一本人が作曲した楽曲に対し、本作は2曲とも他の作家による提供曲となっており、光一自身のオリジナル作品は収録されていない。

## 収録曲
1. INTERACTIONAL
  - 作詞：白井裕紀・新美香、作曲：Ben Adams・Stefan Olsson・Fred Johanson・Ingemar Aberg、編曲：CHOKKAKU

1. SHOW ME UR MONSTER
  - 作詞：亜美、作曲：宮﨑歩・亜美、編曲：宮崎歩

### Type A
1. INTERACTIONAL
2. SHOW ME UR MONSTER
3. INTERACTIONAL Dance Ver.
4. INTERACTIONAL Making

### Type B
1. INTERACTIONAL
2. SHOW ME UR MONSTER
3. SHOW ME UR MONSTER Dance Ver.
4. SHOW ME UR MONSTER Making